# Карсвелл (кратер)
58°26′26″ пн. ш. 109°30′25″ зх. д. / 58.4406° пн. ш. 109.507° зх. д.
Карсвелл — метеоритний кратер у північному Саскачевані, Канада. Він має 39 км в діаметрі, а його вік оцінюється в 115 ± 10 млн років (нижня крейда). Кратер видно на поверхні.